# Yunus Nüzhet Unat
Yunus Nüzhet Unat (* 4. August 1913; † 27. Juli 1999 in Drama) war ein türkischer Radrennfahrer und nationaler Meister im Radsport.

## Sportliche Laufbahn
Unat war im Bahnradsport aktiv. Er war Teilnehmer der Olympischen Sommerspiele 1928 in Amsterdam. In der Mannschaftsverfolgung wurde der türkische Bahnvierer mit Galip Cav, Yunus Nüzhet Unat, Cavit Cav und Tacettin Öztürkmen auf dem 9. Rang klassiert. Im 1000-Meter-Zeitfahren kam er auf den 16. Rang. Über sein weiteres Leben und seine sportlichen Erfolge ist nichts bekannt.